# 梯林斯

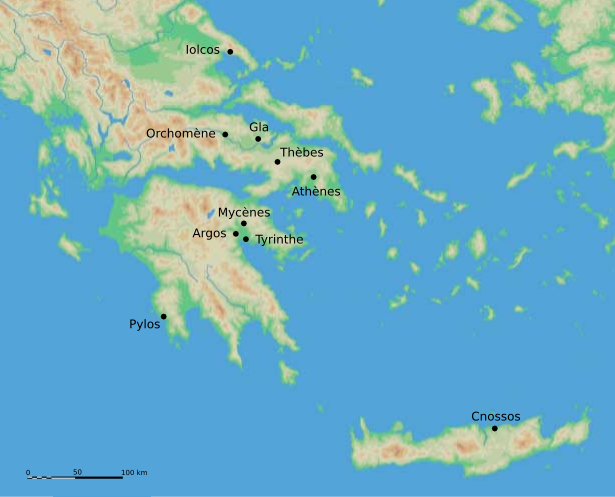
迈锡尼文明分布

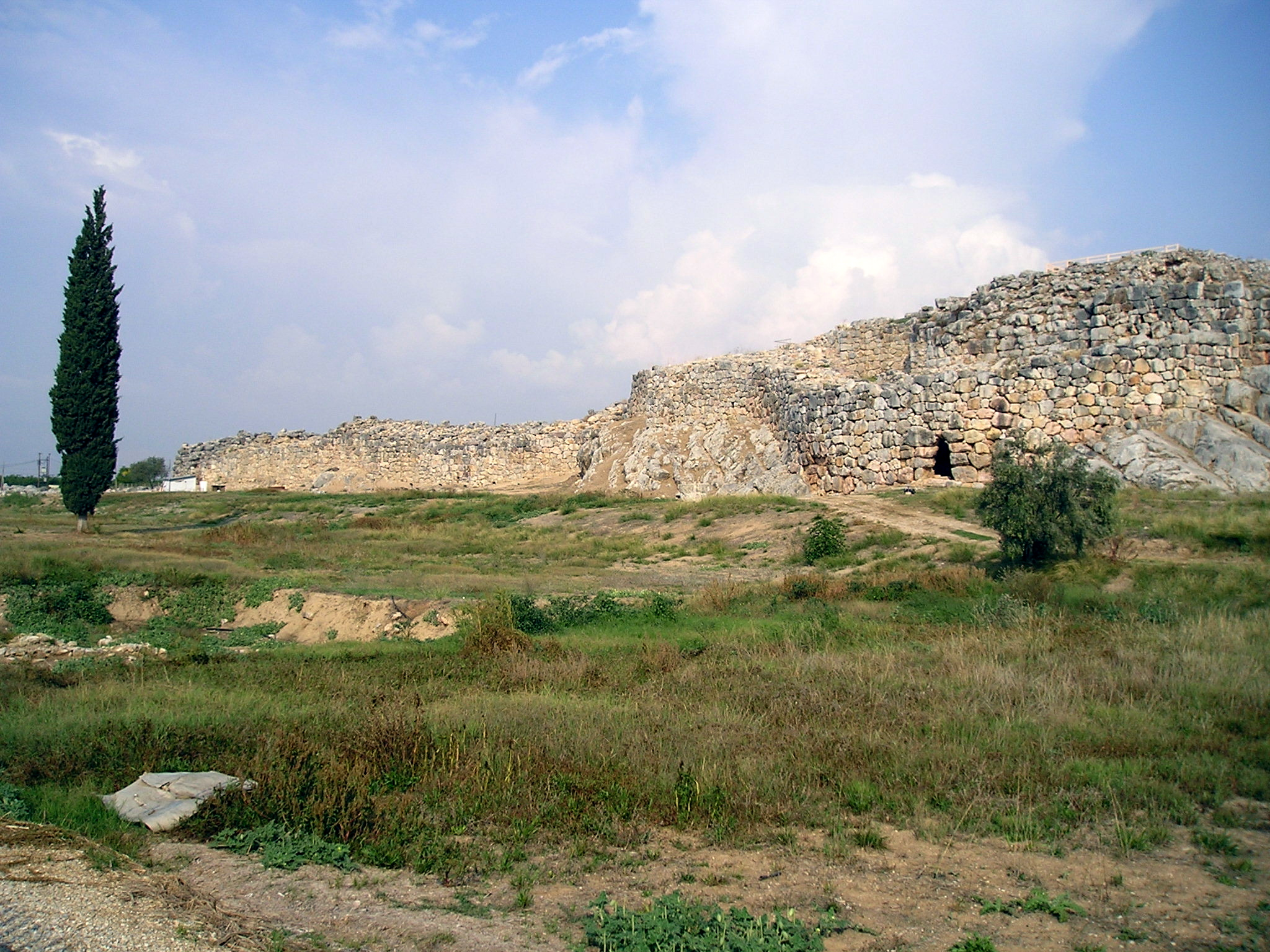
梯林斯遺跡

梯林斯（羅馬化：Tiryns）是希腊迈锡尼文明的一个重要遗址，位于今天的伯罗奔尼撒大区阿尔戈利斯专区，距离爱琴海不远。這座在荷馬史詩極富盛名，但一度被認為只是傳說虛構的城市，是由德國傳奇的考古學家海因里希·施里曼在十九世紀時重新挖掘出來才得以重見天日。1999年它被选为世界遗产。
在希腊神话传说中，梯林斯是赫拉克勒斯出发完成他著名的十二项伟绩的地方。此处于新石器时代晚期开始有人居住，青铜时代逐渐繁荣，在青铜时代晚期修建了一座宫殿，是希腊大陆上保存最完好的遗迹之一。该城以城墙坚实著称，荷马因此给它以“铜墙铁壁”（mighty walled）的称号。在迈锡尼文明晚期它逐渐衰落，公元前468年被阿尔戈斯所消灭。